# Agustina Propato
Agustina Lucrecia Propato (Las Flores, Argentina; 25 de junio de 1982) es una abogada y política argentina del Partido Justicialista. Es Diputada de la Nación Argentina por la Provincia de Buenos Aires desde 2021.

## Biografía
Nacida en Las Flores, Propato se estableció en Zárate. Se egresó de abogada en la Universidad de Buenos Aires y es militante del Partido Justicialista. Fue subsecretaria de Participación Ciudadana del Ministerio de Seguridad de la Nación
En 2019, accede a una banca en la legislatura bonaerense como Senadora Provincial por la segunda sección electoral en representación del Frente de Todos.
Asumió como Diputada de la Nación Argentina por la Provincia de Buenos Aires en diciembre de 2021, tras las Elecciones legislativas de 2021, su cargo de senadora provincial fue tomado por María Vanesa Spadone.
Fue candidata a Intendente del Partido de Zárate en las Elecciones provinciales de 2023, en las PASO resultó ganadora en la interna de Unión por la Patria venciendo a Osvaldo Cáffaro y en las generales perdió contra Marcelo Matzkin.

## Historial electoral
|  | 46,50 % |

|  | 52,64 % |

|  | 39,43 % |

## Vida personal
Es esposa de Sergio Berni.